# Шкурнов Дмитро Олександрович
Дмитро́ Олекса́ндрович Шкурно́в — молодший сержант Збройних Сил України, учасник російсько-української війни, який відзначився у ході російського вторгнення в Україну. Герой України (2023, посмертно).

## Життєпис
Під час російського вторгнення в Україну воював у складі 79-тої окремої десантно-штурмової бригади.

## Нагороди
- Звання Герой України з удостоєнням ордена «Золота Зірка» (29 вересня 2023, посмертно) — за особисту мужність і героїзм, виявлені у захисті державного суверенітету та територіальної цілісності України, самовіддане служіння Українському народові[1]
- Орден «За мужність» III ст. (28 травня 2022) — за особисту мужність і самовіддані дії, виявлені у захисті державного суверенітету та територіальної цілісності України, вірність військовій присязі[2]